# Delitto di Arce
Il delitto di Arce è un caso di omicidio irrisolto, che avvenne il 1º giugno 2001 presumibilmente ad Arce in provincia di Frosinone, di cui fu vittima Serena Mollicone, poco più che diciottenne, che nacque nella medesima cittadina il 18 novembre 1982. La giovane scomparve il 1º giugno 2001 e venne ritrovata morta due giorni dopo in località Fontecupa, nel territorio dell'Anitrella, frazione di Monte San Giovanni Campano.

## Storia

### La scomparsa
Serena Mollicone frequentava l'ultimo anno del liceo psicopedagogico "Vincenzo Gioberti" di Sora. La madre Bernarda morì quando lei aveva sei anni, il padre Guglielmo era un insegnante elementare che gestiva una cartolibreria nel paese, Serena aveva una sorella di 10 anni più grande, Consuelo, che si era trasferita a Como per lavorare come insegnante in una scuola elementare. Serena suonava il clarinetto nella banda del paese e da alcuni mesi frequentava il ventiseienne Michele Fioretti, della vicina cittadina di Ripi.
La mattina di venerdì 1º giugno 2001 Serena si recò all'ospedale di Isola del Liri, che nel frattempo ha perso i servizi essenziali quali i ricoveri ed il pronto soccorso, a 16 km dal paese, per sottoporsi ad una ortopanoramica dentale. Dopo l'esame radiografico, terminato presumibilmente dopo le 9:30, venne informata che la lastra sarebbe stata disponibile solo il giorno seguente. Quando Serena uscì dall'ospedale di Isola del Liri, tra le 9.30 e le 10.00, i suoi spostamenti si persero: i vari presunti avvistamenti furono perlopiù messi in discussione. C'è chi dice di averla vista in una panetteria dove acquistò quattro pezzi di pizza e quattro cornetti, lasciando presumere che dovesse incontrare delle persone. Un autista della locale azienda di trasporto pubblico l'avrebbe vista di ritorno sulla corsa da Sora ad Arce delle 10.30, ma la testimonianza di due compagne di scuola, presenti a bordo del mezzo, smentì tale circostanza.
Anche l'avvistamento delle ore 13 al mercato in piazza Umberto I, la principale del suo paese, sarebbe stato poi messo in forte discussione. Serena, il cui rientro a casa avveniva di solito per le 14:30, quel giorno avrebbe dovuto incontrare il suo ragazzo, e nel pomeriggio avrebbe dovuto completare la tesina per l'esame di maturità, o secondo un'altra fonte nel pomeriggio avrebbe dovuto recarsi dal dentista a Sora, qui si sarebbe potuta incontrare con il ragazzo anche lui bisognoso di cure dentarie. Si può presumere che in mancanza del referto medico non ricevuto dall'ospedale di Isola del Liri, dopo l'ortopanoramica, la visita dal dentista si sarebbe resa inutile. Il padre e il fidanzato, allarmati dalla sua assenza e dal fatto che non si fosse recata alla visita odontoiatrica, verso sera ne denunciarono la scomparsa. Erano le dieci di sera quando papà Guglielmo assieme a due amici ed al fidanzato di Serena, Michele Fioretti, si recarono alla locale stazione dei carabinieri dove trovarono il comandante, il maresciallo Franco Mottola, e il brigadiere Santino Tuzi. Qui Guglielmo informò il maresciallo Mottola delle loro preoccupazioni per la scomparsa della ragazza. Iniziarono così le ricerche.

### Le ricerche
La notte stessa Guglielmo Mollicone con alcuni conoscenti, in maniera autonoma, iniziò una ricerca nei luoghi abitualmente frequentati dalla ragazza. Al termine dell'infruttuosa ricerca, sempre in quella stessa notte il comandante Franco Mottola si presentò in casa di Guglielmo dove in sua presenza procedette ad una sommaria ispezione della camera della ragazza con l'intento di acquisire elementi utili alle ricerche. Nello stesso frangente chiese di poter prelevare alcuni effetti personali della figlia tra cui dei quaderni ed il diario, anche se la consegna di tali effetti, come dichiarato anche dal padre della giovane, non venne registrata nei verbali. L'avviso della scomparsa venne diramato prima a livello locale, poi a livello nazionale con i dettagli degli indumenti indossati dalla giovane, che in un primo tempo il padre non ricordava con precisione. Il giorno successivo, il 2 giugno, le ricerche avevano coperto le aree circostanti oltre che di Arce anche di Isola del Liri e di Sora, anche con l'ausilio di un elicottero militare a disposizione della locale compagnia dei carabinieri di Pontecorvo, senza esito. Nel frattempo il clamore mediatico alimentò i presunti avvistamenti della giovane, ma quel sabato 2 giugno si concluse senza esito nelle ricerche.

### Il ritrovamento
Il corpo senza vita della giovane venne rinvenuto due giorni dopo la scomparsa, domenica 3 giugno, intorno a mezzogiorno, da una squadra della Protezione civile. La scoperta ebbe luogo nel boschetto di Fonte Cupa, ad Anitrella, frazione di Monte San Giovanni Campano, a 8 km da Arce, lungo la statale 82 ai margini di un curvone dal quale partiva un sentiero che si biforcava in due diramazioni. Sulla destra vi è il fiume Liri mentre sulla sinistra una radura usata come discarica abusiva dalla quale emergevano vecchie carcasse di elettrodomestici. Il corpo fu rinvenuto adagiato in posizione supina in mezzo ad alcuni arbusti, coperto con rami e fogliame, nascosto dietro un grosso contenitore metallico abbandonato. La testa era infilata in un sacchetto di plastica di un discount chiuso con del nastro adesivo da pacchi, mentre le mani e i piedi erano legati con lo stesso tipo di nastro e del fil di ferro di quelli usati nelle vigne. Quando il medico legale rimuoverà il sacchetto si scoprirà che il volto è stato imbavagliato da vari giri di nastro facendo presumere che la ragazza sia morta per asfissia. Intorno al suo corpo furono rinvenuti libri e quaderni di scuola, ma non la borsa, gli orecchini, l'orologio, le chiavi di casa e il cellulare, che non fu trovato neanche in casa Mollicone, nonostante un'accurata perquisizione. La zona era stata ispezionata il giorno precedente da alcuni carabinieri che non avrebbero notato nulla di anomalo. Il pomeriggio di quella domenica 3 giugno il corpo della ragazza verrà portato all'ospedale di Sora dove saranno effettuati i rilievi fotografici e solo il giorno dopo, lunedì 4 giugno, il medico legale, la dottoressa Antonella Conticelli, effettuerà l'autopsia che rivelerà una ferita sopra il sopracciglio sinistro conseguenza di un colpo subito dalla ragazza alla testa, che ne provocò un trauma cranico non direttamente causa della morte, la quale venne confermato essere causata da asfissia. L'esame medico non rivelerà tracce di violenza carnale ma nel frattempo viene fatta trapelare una tesi diversa e la stampa di conseguenza diffonde la falsa notizia di una violenza sessuale che verrà smentita solo nei giorni successivi. La sera del venerdì 8 giugno si svolse la veglia funebre e tutto il paese, papà Guglielmo compreso, partecipò ad una fiaccolata. Gli inquirenti fanno richiesta nelle stesse ore di verificare ulteriormente in casa la presenza di alcuni effetti personali non trovati addosso alla ragazza quali gli orecchini e l'orologio (malgrado l'abitazione fosse stata già perquisita). Nella notte, all'alba del 9 giugno, al rientro dalla veglia funebre, il padre di Serena ispezionando ulteriormente un cassetto già controllato nei giorni precedenti, rinvenne il cellulare della figlia. Registrato in una posizione in rubrica vi era il numero 666 che orienterà le indagini verso la pista della setta satanica, falsa come si appurerà in seguito e presto abbandonata. I funerali di Serena si tennero il 9 giugno 2001, ma durante la cerimonia Guglielmo Mollicone fu prelevato dai carabinieri, apparentemente per essere interrogato in caserma, in realtà avrebbe semplicemente dovuto confermare il verbale di consegna di alcuni effetti della figlia. Al processo, il comandante della centrale di Pontecorvo si attribuirà la colpa dell'ordine di prelevare Guglielmo Mollicone proprio durante il funerale, in esecuzione di una richiesta — verbale — della Procura. Qualche giorno dopo nel medesimo cassetto venne trovata una modesta quantità di hashish, 10 grammi, non appartenente a Serena. Nell'inchiesta sono state coinvolte diverse persone, tra cui il padre di Serena - in quegli anni, infatti, ci furono in Italia diversi omicidi in ambito familiare e ciò fu sufficiente per far ipotizzare alla stampa tale tesi -, e il fidanzato Michele Fioretti, il cui alibi è stato verificato più volte.

## Indagini
A seguito della inconcludenza delle indagini dei carabinieri, l'Unità di analisi del crimine violento (UACV) della Polizia di Stato fu incaricata di riprendere le indagini. Nel settembre 2002 la procura di Cassino iscrisse nel registro delle notizie di reato il carrozziere Carmine Belli di Rocca d'Arce, che dichiarò agli inquirenti di avere visto la ragazza litigare con un ragazzo 'biondo' non lontano dal luogo in cui fu ritrovato poi il suo cadavere. I difensori di Belli, gli avvocati Silvana Cristoforo e Romano Misserville, nominarono come loro consulente il criminologo Carmelo Lavorino; dopo aver scontato un anno e sette mesi di carcere, Belli venne prosciolto da ogni accusa nei tre gradi del giudizio (2004, 2006, 2008).
L'11 aprile 2008 Santino Tuzi, carabiniere di Arce, si suicidò; pochi giorni prima, ascoltato dalla procura, il brigadiere dichiarò agli inquirenti che intorno alle 11:00 del 1º giugno 2001, nella caserma di Arce, entrò una ragazza dalla descrizione compatibile con quella di Serena, e che fino a quando questi rimase in caserma, ovvero fino alle 13:30, non la vide uscire; il suicidio del brigadiere Tuzi suscitò clamore per la sua anomala dinamica.
Nel giugno 2011 la procura di Cassino iscrisse nel registro delle notizie di reato l'ex fidanzato di Serena, Michele Fioretti e la madre Rosina Partigianoni, l'ex maresciallo dei carabinieri, Franco Mottola, il figlio Marco ed il carabiniere Francesco Suprano con l'accusa di omicidio volontario e occultamento di cadavere.
Nel 2014 gli esami del DNA su 272 persone non diedero riscontri. Anche dalle indagini sulle impronte digitali scoperte sul nastro adesivo bianco che avvolgeva le caviglie di Serena non si ottennero informazioni e nel 2015 i tre indagati, accusati nel 2011, chiesero al giudice per le indagini preliminari (GIP) che venisse chiarita la loro posizione.
Nel 2016 Angelo Valerio Lanna, il GIP di Cassino, non archiviò il caso e chiese la riesumazione del cadavere. Il corpo di Serena venne riesumato il 22 marzo dello stesso anno per effettuare nuovi esami, svolti dal medico legale Cristina Cattaneo presso il laboratorio di Antropologia e Odontologia Forense (LABANOF) dell'Università degli Studi di Milano. La dottoressa Cattaneo concluse la seconda autopsia nel novembre 2017, depositando una perizia di 250 pagine; in quest'occasione venne scoperta la sparizione degli organi genitali e dell'ano di Serena, che secondo il padre Guglielmo Mollicone fu operata per far sparire tracce biologiche compromettenti. A fine 2016 Guglielmo, il padre di Serena, chiese che venissero effettuati dei rilievi nell'ex caserma di Arce, dove ritenne fosse stato nascosto il cadavere della figlia. Il feretro di Serena venne nuovamente tumulato nel cimitero di Rocca D'Arce nel dicembre 2017, dopo un nuovo funerale a cui parteciparono circa 1000 persone.
Nel 2018 vennero effettuati accertamenti tecnici dal Reparto investigazioni scientifiche (RIS) dei Carabinieri sulla salma di Serena e sul nastro adesivo con cui fu legata e imbavagliata, che provano un'alta compatibilità della caserma di Arce come luogo dell'omicidio. Nel novembre dello stesso anno il maresciallo Mottola, la moglie Annamaria e il figlio Marco, indagati per l'omicidio di Serena, nominarono come loro consulente Lavorino, che contestò sia le conclusioni della professoressa Cattaneo, sia quelle del Raggruppamento operativo speciale (ROS) e del RIS; Lavorino mise in discussione che l'arma del delitto fosse stata la porta della caserma di Arce, così come ipotizzato dagli inquirenti, anche in virtù del fatto che la ferita sul sopracciglio sinistro della ragazza venne rilevata a 146 cm da terra, mentre la frattura sulla porta era a 154 cm da terra.
Nell'aprile 2019 si chiusero le indagini, con la richiesta di rinvio a giudizio di 5 persone, tra cui 3 carabinieri: il maresciallo Mottola, la moglie Annamaria e il figlio Marco vennero accusati di omicidio aggravato, il sottufficiale Vincenzo Quatrale venne imputato per concorso in omicidio e per istigazione al suicidio di Tuzi, mentre il carabiniere Francesco Suprano per favoreggiamento. Secondo la ricostruzione degli inquirenti, a colpirla sarebbe stato il figlio di Mottola, Marco, probabilmente facendo sbattere la testa di Serena contro una porta all'interno della caserma, ipotesi che il team difensivo del criminologo Lavorino ritenne inverosimile ed errata.
Il 24 luglio 2020 il Giudice dell'udienza preliminare (GUP) Domenico Di Croce decise di rinviare a giudizio i carabinieri Quatrale, Suprano e Mottola, l'ex comandante della stazione di Arce, la moglie di quest'ultimo Annamaria e il loro figlio Marco, con l'accusa, a vario titolo, di concorso in omicidio volontario, occultamento di cadavere, istigazione al suicidio e favoreggiamento. Per il maresciallo Mottola, la moglie e suo figlio Marco intervennero nuovamente il gruppo dei consulenti tecnici del pool del criminologo Carmelo Lavorino, che già fu consulente del carrozziere Carmine Belli, assieme al medico legale Antonio Della Valle e allo psicologo forense Enrico Delli Compagni, presente anch'egli al processo Belli.
La trasmissione Le Iene si interessò del caso, mandando in onda uno speciale nel novembre 2021. Ipotizzarono che la differenza di altezza del colpo sulla porta della caserma di Arce e la ragazza fosse da attribuire agli stivaletti indossati dalla stessa, degli anfibi neri con la suola alta. Inoltre il fragile corpo della ragazza, che pesava meno di 50 kg, avrebbe potuto essere sollevato agilmente. Le Iene indagarono inoltre su un possibile intreccio tra le autorità del paese, quali carabinieri, sindaco e parroco, che frequentavano il boss scissionista Marino, il quale dimorò in una villa nei dintorni di Arce. Lo stesso capo malavitoso si presentò alla veglia per Serena, notato tra gli altri dal padre della vittima per il fatto di indossare parecchi oggetti d'oro e per aver depositato una rosa rossa sulla bara della ragazza.
Il 21 giugno 2021 la dottoressa Cattaneo venne chiamata a testimoniare al processo; durante la deposizione affermò di ritenere probabile che il trauma cranico avesse provocato uno stordimento e che poi la morte fosse sopraggiunta per asfissia, aggiungendo di non avere elementi per dirlo con certezza.
Nell'udienza del 28 gennaio 2022 deposero i carabinieri del RIS, che consegnarono una lunga relazione alla procura nella quale spiegarono di aver rinvenuto 139 tracce, compatibili non solo col legno, ma anche con la colla dell'impiallacciatura e la resina di finitura della porta su cui Serena avrebbe sbattuto il capo.

## Il processo
Secondo l'ipotesi accusatoria, a seguito degli accertamenti del RIS svolti quasi vent'anni dopo i fatti, fu accertato che l'omicidio avvenne all'interno della caserma dei carabinieri di Arce. Basandosi su queste risultanze probatorie, nell'aprile 2019 la procura della Repubblica di Cassino chiuse le indagini preliminari notificando il relativo avviso agli indagati: 5 persone, di cui 3 carabinieri.
Nel luglio 2019 la procura chiese il rinvio a giudizio degli indagati. Nel frattempo Guglielmo Mollicone, il padre di Serena, morì il 31 maggio 2020 all'ospedale Spaziani di Frosinone, dove era in coma dal 27 novembre 2019 in seguito a un infarto. A seguito dell'udienza preliminare, nel luglio 2020 il GUP di Cassino Domenico Di Croce accolse la richiesta di rinvio a giudizio della procura.
Il processo iniziò il 19 marzo 2021 presso la Corte d'assise di Cassino, presieduta dal dottor Massimo Capurso. Al termine della fase dibattimentale durata 46 udienze, il 4 luglio 2022 i PM Beatrice Siravo e Maria Carmen Fusco chiesero rispettivamente 30, 24 e 21 anni di reclusione per Franco, Marco e Anna Maria Mottola; per i carabinieri Vincenzo Quatrale e Francesco Suprano vennero chiesti 15 e 4 anni. Gli avvocati difensori presentarono domanda per l'assoluzione di tutti gli imputati.
Il 15 luglio 2022 i giudici della Corte d'assise di Cassino emisero l'assoluzione dai capi di accusa di tutti i cinque imputati.
In particolare i giudici assolsero il maresciallo dei carabinieri Franco Mottola, il figlio Marco e la moglie Annamaria "per non aver commesso il fatto". Assolti perché il fatto non sussiste anche gli altri due carabinieri Vincenzo Quatrale (che fu accusato di concorso nell'omicidio) e Francesco Suprano (accusato di favoreggiamento).
Il 12 luglio 2024 la Corte d'appello di Roma confermò l'assoluzione emessa in primo grado per la famiglia Mottola e i carabinieri Vincenzo Quatrale e Francesco Suprano, condannando le parti civili, la Procura e il Ministero della Difesa, in quanto ricorrenti, alle spese processuali.
Per i carabinieri Vincenzo Quatrale e Francesco Suprano, le sentenze di assoluzione sono diventate definitive nel novembre del 2024; per Franco, Marco e Anna Maria Mottola l'11 marzo 2025 si tenne il processo presso la Corte di Cassazione che accolse la richiesta della Procura annullando la sentenza di assoluzione e disponendo un nuovo processo d'appello presso un'altra sezione della Corte d'Appello di Roma.